# Mellungsby
Mellungsby (finska: Mellunkylä) är en stadsdel och ett distrikt i Helsingfors stad. Delområden inom distriktet är Gårdsbacka, Ärvings, Mellungsbacka, Stensböle och Tranbacka. 